# Giải đua xe Công thức 1 2019
Giải đua xe Công thức 1 năm 2019 là một cuộc đua vô địch đua xe ô tô công thức 1, được công nhận bởi tổ chức thể thao quốc tế, Fédération Internationale de l'Automobile (FIA), là cuộc đua cao cấp nhất đối với những chiếc xe đua. Các đội và tay đua được lên kế hoạch để tham gia Tay đua vô địch thế giới và đội đua vô địch thế giới. 2019 cũng được lên kế hoạch để xem Giải đua ô tô Công thức 1 lần thứ một nghìn.

## Danh sách đội đua và tay đua
Các đội và lái xe sau đây hiện đang hoặc đã ký kết hợp đồng để tham gia Giải vô địch thế giới năm 2019:
| Đăng ký                   | Đội đua             | Khung xe | Lốp | Chi tiết tay đua | Chi tiết tay đua |
| Đăng ký                   | Đội đua             | Khung xe | Lốp | Số               | Tay đua          |
| Scuderia Ferrari          | Ferrari             | Ferrari  | P   | 5                | Sebastian Vettel |
| Scuderia Ferrari          | Ferrari             | Ferrari  | P   | TBA              | TBA              |
| McLaren Formula 1 Team    | McLaren-TBA         | Renault  | P   | TBA              | TBA              |
| McLaren Formula 1 Team    | McLaren-TBA         | Renault  | P   | TBA              | TBA              |
| Red Bull Racing           | Red Bull Racing-TBA | TBA      | P   | 33               | Max Verstappen   |
| Red Bull Racing           | Red Bull Racing-TBA | TBA      | P   | TBA              | TBA              |
| Alfa Romeo Sauber F1 Team | Sauber-Ferrari      | Ferrari  | P   | TBA              | TBA              |
| Alfa Romeo Sauber F1 Team | Sauber-Ferrari      | Ferrari  | P   | TBA              | TBA              |
| Scuderia Toro Rosso       | Toro Rosso-TBA      | Honda    | P   | TBA              | TBA              |
| Scuderia Toro Rosso       | Toro Rosso-TBA      | Honda    | P   | TBA              | TBA              |

## Danh sách các chặng đua
Mười bảy giải đua xe sau đây được ký hợp đồng để được tham gia như là một phần của Giải vô địch thế giới năm 2019:
| Giải đua xe dưới hợp đồng năm 2019                           |                                               |
| Giải                                                         | Đường đua                                     |
| Abu Dhabi Grand Prix                                         | Trường đua Yas Marina, Abu Dhabi              |
| Australian Grand Prix                                        | Melbourne Grand Prix Circuit, Melbourne       |
| Austrian Grand Prix                                          | Red Bull Ring, Spielberg                      |
| Azerbaijan Grand Prix                                        | Trường đua Thành phố Baku, Baku               |
| Brazilian Grand Prix                                         | Autódromo José Carlos Pace, São Paulo         |
| British Grand Prix                                           | Trường đua Silverstone, Northamptonshire      |
| Canadian Grand Prix                                          | Circuit Gilles Villeneuve, Montreal           |
| Chinese Grand Prix                                           | Shanghai International Circuit, Shanghai      |
| French Grand Prix                                            | Circuit Paul Ricard, Le Castellet             |
| Hungarian Grand Prix                                         | Hungaroring, Budapest                         |
| Italian Grand Prix                                           | Autodromo Nazionale Monza, Monza              |
| Mexican Grand Prix                                           | Trường đua Anh em Rodríguez, Thành phố México |
| Monaco Grand Prix                                            | Circuit de Monaco, Monte Carlo                |
| Russian Grand Prix                                           | Sochi Autodrom, Sochi                         |
| Singapore Grand Prix                                         | Marina Bay Street Circuit, Marina Bay         |
| Spanish Grand Prix                                           | Circuit de Barcelona-Catalunya, Barcelona     |
| United States Grand Prix                                     | Circuit of the Americas, Austin, Texas        |
| Belgian Grand Prix                                           | Circuit de Spa-Francorchamps, Spa             |
| Giải đua xe dưới hợp đồng năm 2018, nhưng không cho năm 2019 |                                               |
| German Grand Prix                                            | Hockenheimring, Hockenheim                    |
| Japanese Grand Prix                                          | Suzuka International Racing Course, Suzuka    |